# Люмьер (кинопремия, 2007)
12-я церемония вручения наград премии «Люмьер» за заслуги в области французского кинематографа за 2006 год состоялась 5 февраля 2007 года.

## Список лауреатов
Победители выделены жирным.
| Лучший фильм | Лучший режиссёр |
| --- | --- |
| Не говори никому - Патриоты - Комедия власти - Леди Чаттерлей - Фландрия | Паскаль Ферран — Леди Чаттерлей - Ален Рене — Сердца - Клод Шаброль — Комедия власти - Гийом Кане — Не говори никому - Брюно Дюмон — Фландрия                                            |
| Лучший актёр | Лучшая актриса |
| Жерар Депардьё — Когда я был певцом - Ламбер Вильсон — Сердца - Франсуа Клюзе — Не говори никому - Мишель Блан — Вы так прекрасны - Саша Бурдо — Звезда солдата                                             | Марина Хэндс — Леди Чаттерлей - Даниэль Дарьё — Новый шанс - Сабина Азема — Сердца - Изабель Юппер — Комедия власти - Марина де Ван — Я думаю о тебе                                     |
| Многообещающему актёру | Многообещающей актрисе |
| Жюльен Буасселье — Не волнуйся, у меня всё нормально - Бернар Бланкан — Патриоты - Жан-Луи Куллок — Леди Чаттерлей - Малик Зиди — Проклятые дружбы - Тибо Винсон — Проклятые дружбы                         | Мелани Лоран — Не волнуйся, у меня всё нормально - Сандрин Ле Берр — Coup de sang - Медея Маринеску — Вы так прекрасны - Дебора Франсуа — Ассистентка - Nina Kervel-Bey — Виноват Фидель |
| Лучший сценарий | Лучший фильм на французском языке |
| Патриоты — Рашид Бушареб и Оливье Лорель - Вы так прекрасны — Изабель Мерго - Комедия власти — Одиль Барски and Клод Шаброль - Не говори никому — Гийом Кане и Филипп Лефевр - Виноват Фидель — Жюли Гаврас | Бамако - Соединенные штаты Альбера - C.R.A.Z.Y. - Бункер парадиз - Хватит! |
| World Audience Award (представлено TV5 Monde) | |
| Не говори никому — Гийом Кане | |